# Suni (Höhenstufe)

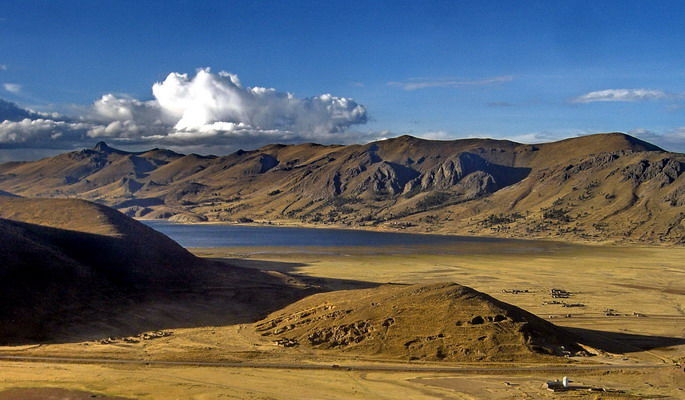
Laguna de Chacas in der Region Puno (Peru)

Die Suni (aus gleichlautend Quechua „breit, weitläufig“), Jalca oder Sallqa (Quechua „wild, Wildnis“) ist eine Höhenstufe der Anden von etwa 3500 bis 4000 Meter Höhe über dem Meeresspiegel (nach Javier Pulgar Vidal) und entspricht der subalpinen Höhenstufe des Waldgrenz-Übergangsraumes.
Das Klima ist kalt und feucht mit viel Nebel und Regen, und die Temperaturschwankungen zwischen Tag und Nacht sind stark. Starker Frost ist häufig.
In der Suni wachsen überwiegend nur Kräuter, Stauden und einige Sträucher. Die wichtigsten Holzgewächse sind Polylepis-Arten (qiwuña), Buddleja incana (kiswar), Escallonia resinosa (chachakuma), Schwarzer Holunder (Sambucus nigra), Cantua buxifolia und Kassien-Arten sowie Arten der Kakteengattung Cereus. Außerdem sind die epiphytische Orchideengattung Epidendron (wiñay wayna) sowie Gräser der Gattung Chusquea zu nennen.
Angebaut werden als Knollenfrüchte Kartoffeln, Oka (Oxalis tuberosa) und Olluco (Ullucus tuberosus), als Scheingetreide die Amaranthgewächse Kiwicha (Amaranthus edulis), Kinua oder Quinoa (Chenopodium quinoa) und Qañiwa (Chenopodium pallidicaule), des Weiteren Tarwi (Lupinus mutabilis, eine Lupinen-Art). Sehr häufiges Wildtier, aber auch gezüchtet, sind Meerschweinchen, der hauptsächliche Fleischlieferant.